# Памятник экипажу бронепоезда «Таращанец»
Памятник экипажу бронепоезда «Таращанец» — монумент в честь героев красноармейского бронепоезда «Таращанец», которые в августе 1919 года почти 6 суток защищали от деникинцев Дарницкий железнодорожный узел, в ночь на 30 августа, отвергнув предложение сдаться в плен, члены экипажа подорвали бронепоезд и погибли вместе с ним (командир — Л. Ломакин, комиссар — В. Форте, машинисты — С. Сухоцкий, В. Иванов, И. Акуцов, кочегары — Н. Прокопович, Н. Дорошенко, матросы-черноморцы).

## История

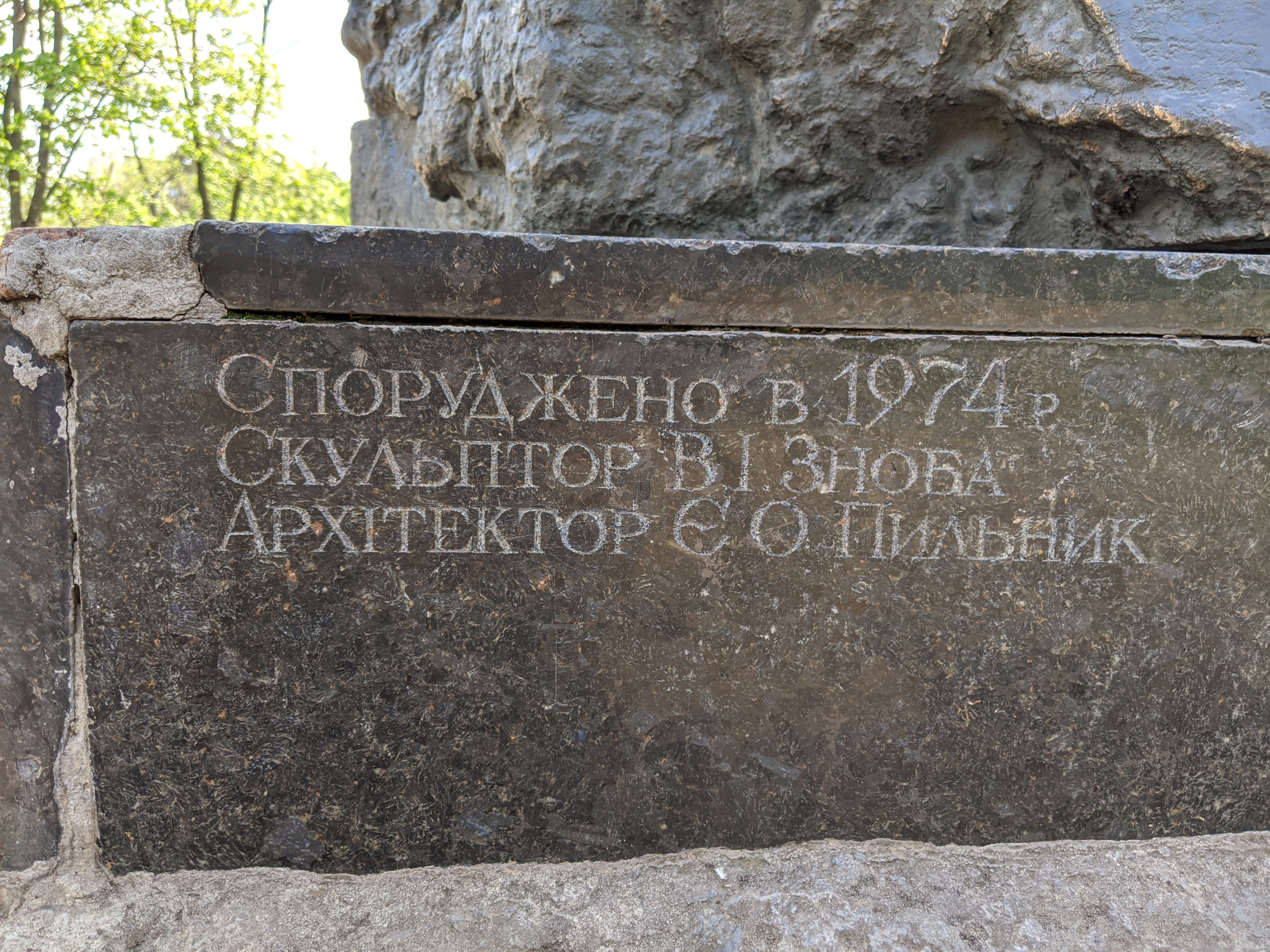
Надпись на боковой стороне памятника («Сооружён в 1974 г., скульптор В. И. Зноба, архитектор Е. А. Пыльник»)

Открыт в Киеве 21 сентября 1974 года.
Авторы: скульптор В. И. Зноба, архитектор Е. А. Пыльник. Находился в Киеве в сквере на Ялтинской улице.
Общая высота памятника 3,3 метра. На гранитном пьедестале — 7 бронзовых фигур, символизирующих семерку из команды «таращанцев» в момент принятия решения: погибнуть, но не сдаваться. Постамент выполнен из черного полированного лабрадорита высотой 0,4 метра. На передней части пьедестала памятника на (вертикальной) гранитной плите выбиты слова о рейде «таращанцев», левее на земле кусок брони с высеченными словами «Здесь похоронены герои „таращанцы“, которые отдали жизнь за власть Советов. Вечная вам память и слава!».

### Демонтаж

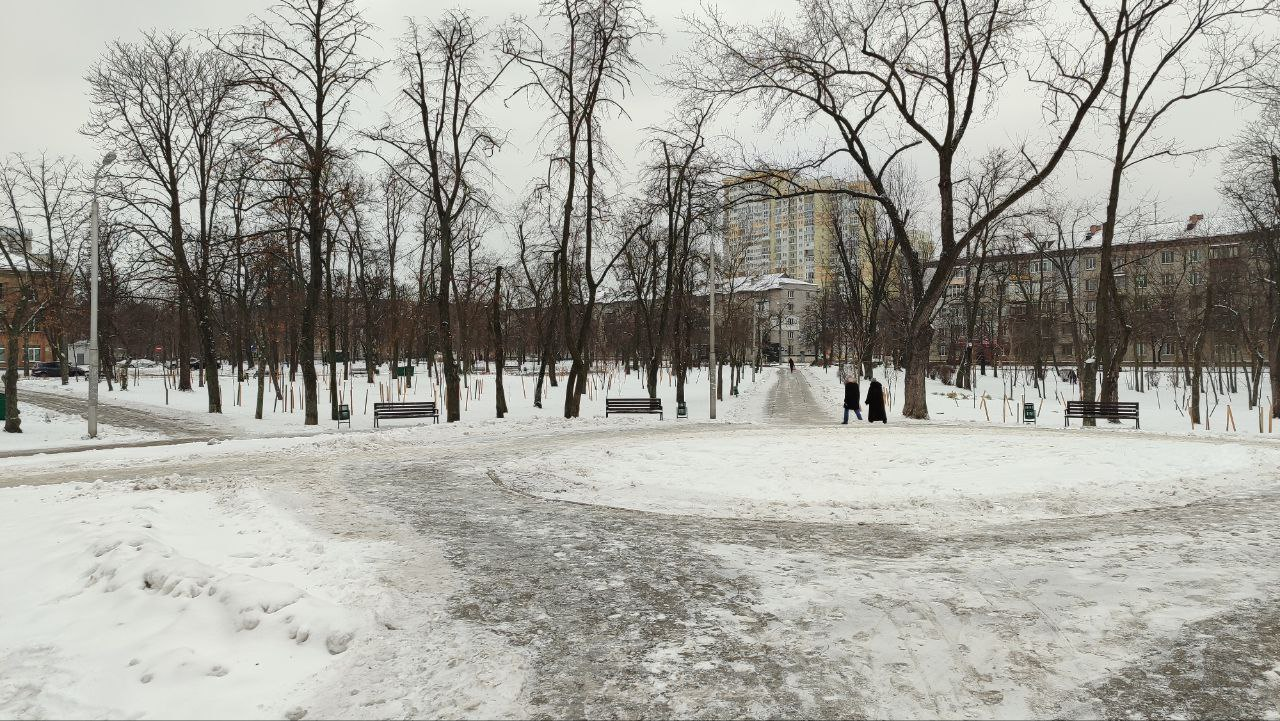
Место, где находился памятник. Фото после демонтажа, январь 2024.

5 ноября 2022 года неизвестные написали на памятнике «Снеси меня полностью», позже последствия этого акта вандализма были устранены.
Демонтирован 16 декабря 2023 года.
Скульптурная группа экипажу бронепоезда «Таращанец» входила в перечень из 105 памятников и памятных знаков советской эпохи, находящихся на улицах Киева и «подлежащих демонтажу».